# Aslan
Aslan – fikcyjna postać z cyklu powieściowego Opowieści z Narnii C.S. Lewisa, tytułowy lew z części pierwszej sagi – Lew, czarownica i stara szafa.

## Pochodzenie nazwy
Słowo aslan pochodzi z języka tureckiego i oznacza „lew”.

## Charakterystyka
Aslan to potężny i majestatyczny lew, jednocześnie dobry, lecz zarazem groźny. Jest synem Władcy-Zza-Morza. Ma złotą, błyszczącą grzywę i poważne, przenikliwe oczy. Jego głos jest głęboki i trochę dziki. Aslan jest stworzycielem Narnii, a zarazem jej władcą i opiekunem. Jest nieśmiertelną istotą. Jego siedziba mieści się na potężnej górze, położonej za oceanem, z której widać całą Narnię.
Jako jedyna postać występuje w każdej z kronik, mająca decydujący wpływ na losy innych bohaterów. W Lwie, czarownicy i starej szafie ukazany jest jako odkupiciel, który oddaje swoje życie, aby uchronić innych przed karą za grzech (w tym przypadku zdrady Edmunda), a potem zmartwychwstaje.
W Księciu Kaspianie wyzwala Narnię spod jarzma okupujących ją Telmarów; w Podróży „Wędrowca do Świtu” przyczynia się do nawrócenia Eustachego, nieznośnego chłopca przemienionego w smoka, który dzięki Aslanowi powraca do ludzkiej postaci.
W Srebrnym krześle Aslan wysyła dwoje dzieci na poszukiwania zaginionego królewicza Riliana i przekazuje im wskazówki – przykazania, których mają się trzymać, aby dotrzeć do celu. Ostatecznie tylko Jego imię jest w stanie przezwyciężyć moc złej Czarownicy, która więzi następcę tronu w podziemiach; w tomie Koń i jego chłopiec Aslan, choć z ukrycia, kieruje poczynaniami młodego chłopca Szasty, który jest zagubionym synem króla Archenlandii, pomaga także kalormeńskiej dziewczynie Arawis, ucząc ją przy tym, że każdemu opowiada tylko jego historię;
W Siostrzeńcu czarodzieja, który jest pierwszym chronologicznie tomem opowieści, Aslan stwarza Narnię, przywołuje stworzenia, rośliny, gwiazdy i ziemię, aby się obudziły, wyznacza spośród zwierząt grupę tych, które otrzymują dar mowy, przykazuje im, aby nie zdziczały, gdyż na powrót zamienią się w zwykłe zwierzęta, które nie potrafią mówić;
W Ostatniej bitwie potężny Lew jest sędzią, przywołuje do siebie te istoty, które w niego wierzyły, te natomiast, które nie wyznały jego imienia, odchodzą w cień. Aslan prowadzi wszystkich dobrych bohaterów Opowieści z Narnii „dalej wzwyż i dalej w głąb”, aż do serca nowego, wspaniałego kraju, który okazuje się być prawdziwą Narnią.

## Odniesienia do Biblii i chrześcijaństwa
Postać Aslana interpretowana jest jako narnijski odpowiednik Chrystusa. Jest on synem Wielkiego Władcy-Zza-Morza, jak Chrystus – Boga Ojca. Przybywa, by wyzwolić Narnię spod władzy złej czarownicy. Musi z jej ręki ponieść dobrowolną śmierć, co jest aluzją do śmierci krzyżowej Chrystusa. Z czasem Aslan zaczyna pojawiać się coraz rzadziej, by pod koniec czasów znów pojawić się w pełnej mocy. Aslan oświadcza ponadto rodzeństwu Pevensie, że istnieje także w innych niż Narnia światach, tyle że w innej postaci.